# Giorgio Zampori
Giorgio Zampori (Milano, 4 giugno 1887 – Breno, 6 dicembre 1965) è stato un ginnasta italiano vincitore di quattro medaglie d'oro e una di bronzo ai Giochi olimpici tra il 1912 e il 1924.

## Carriera
Nel 1912 ai Giochi della V Olimpiade a Stoccolma vinse l'oro nel concorso a squadre (squadra composta, oltre dallo stesso Zampori, da Pietro Bianchi, Guido Boni, Alberto Braglia, Giuseppe Domenichelli, Carlo Fregosi, Alfredo Gollini, Francesco Loi, Luigi Maiocco, Giovanni Mangiante, Lorenzo Mangiante, Serafino Mazzarocchi, Guido Romano, Paolo Salvi, Luciano Savorini, Adolfo Tunesi, Umberto Zanolini e Angelo Zorzi)
Nel 1920 ai Giochi della VII Olimpiade ad Anversa vinse l'oro nell'individuale e nel concorso a squadre (con Arnaldo Andreoli, Ettore Bellotto, Pietro Bianchi, Fernando Bonatti, Luigi Cambiaso, Carlo Costigliolo, Luigi Costigliolo, Giuseppe Domenichelli, Roberto Ferrari, Carlo Fregosi, Romualdo Ghiglione, Ambrogio Levati, Francesco Loi, Vittorio Lucchetti, Luigi Maiocco, Ferdinando Mandrini, Lorenzo Mangiante, Antonio Marovelli, Michele Mastromarino, Giuseppe Paris, Manlio Pastorini, Ezio Roselli, Paolo Salvi, Giovanni Tubino, Angelo Zorzi).
Nel 1924 Giochi della VIII Olimpiade a Parigi vinse l'oro nel concorso a squadre (con Luigi Cambiaso, Mario Lertora, Vittorio Lucchetti, Luigi Maiocco, Ferdinando Mandrini, Francesco Martino e Giuseppe Paris) e il bronzo alle parallele.
Oltre ai titoli olimpici, è stato anche cinque volte campione mondiale di ginnastica.

## Palmarès
| Anno | Manifestazione  | Sede      | Evento      | Risultato |
| ---- | --------------- | --------- | ----------- | --------- |
| 1912 | Giochi olimpici | Stoccolma | A squadre   | Oro       |
| 1920 | Giochi olimpici | Anversa   | A squadre   | Oro       |
| 1920 | Giochi olimpici | Anversa   | Individuale | Oro       |
| 1924 | Giochi olimpici | Parigi    | A squadre   | Oro       |
| 1924 | Giochi olimpici | Parigi    | parallele   | Bronzo    |

## Riconoscimenti
- Nel maggio 2015, una targa dedicata a Zampori è stata inserita nel percorso Walk of Fame dello sport italiano al parco olimpico del Foro Italico a Roma, riservato agli sportivi italiani che si sono distinti in campo internazionale.[1][2]